# Bartomeu Oliver Orell
Bartomeu Oliver Orell (Binissalem, 19 de desembre de 1893 - Caracas, 1972) fou un mestre i pedagog mallorquí.
L'any 1921 es va llicenciar en filosofia i lletres a la Universitat de Barcelona. L'any 1925 va fundar a Barcelona l'Institut Tècnic Eulàlia que va dirigir fins al seu exili a Veneçuela l'any 1938. Catòlic i catalanista l'any 1936 va ser un dels signants mallorquins de la Resposta als Catalans.
A Veneçuela va fundar el Instituto Escuela i va arribar a ser degà de la Facultat d'Humanitas i Educació de Caracas.

## Biografia
Nascut en una família de terratinents, es formà al Seminari Conciliar però no seguiria la carrera eclesiàstica. El 1916 ingressà a l'escoltisme que marcà la seva personalitat basada en els valors de cristianisme, el sentit de l'honor i l'amor al treball, el seu arrelament a la cultura pròpia i l'interès per la natura. L'any següent col·laborà amb la Lliga del Bon Mot. El 1919 acabà els estudis de magisteri a l'Escola Normal de Palma. Aquell mateix any, en una conferència al Centre Regionalista, reclamava la necessitat d'una escola que respongués a la realitat cultural i lingüística del país.
Així mateix, es feu soci de l'Associació Protectora de l'Ensenyança Catalana a Barcelona. El 1921 es llicencià en Filosofia i Lletres a la Universitat de Barcelona especialitzant-se en llengües i cultura clàssiques. Un any després obté una beca de la Mancomunitat de Catalunya. Es doctorà el 1923 a Madrid i es vincula a la Fundació Bernat Metge. També a l'Associació per a la Cultura de Mallorca. El 1925 fundarà l'Institut Tècnic Eulàlia que pedagògicament s'inspirarà en les propostes del moviment de l'Escola Nova. Durant aquests anys aprofundirà en els seus estudis sobre filologia i cultura llatina i grega clàssiques. Publicant els seus Estudios preliminares a la Historia del Arte.
Són anys en què es dedicà a ampliar la seva formació en filologia i cultura clàssiques diplomant-se a la Universitat de la Sorbona. També en l'àmbit pedagògic a Institut Jean-Jaques Rousseau de Ginebra o formant-se en la metodologia Decroly a Brussel·les. També, durant la Generalitat republicana, col·labora amb el Laboratori Psicotècnic i d'Orientació Professional que dirigia Emili Mira. Políticament, sense ser afiliat a cap partit, se sentia proper a les propostes democràtiques republicanes i cristianes de Carrasco i Formiguera.
El clima i els bombardejos franquistes de Barcelona, de març de 1938, sobre objectius civils durant la Guerra Civil Espanyola el portaren a refugiar-se a França. A París publicà el text escolar El libro de el niño americano. Gràcies a l'ajut del govern francès, emigrà a Caracas.
Allà fundà l'Instituto-Escuela, seguint les petges de la seva escola barcelonina i basada en les pautes de l'activisme pedagògic. Fet que el portà a ser professor de pedagogia a l'Escola Normal de Caracas. Més tard esdevindria professor de llengua llatina i de pedagogia a la Facultad de Humanidades y Educación de la Universidad Central veneçolana. De la qual fou degà entre 1952 i 1955. També va ser director de l'Instituto de Filología Clásica d'aquella universitat. El 1954 se li concedia la nacionalitat veneçolana.
La seva amistat amb el dictador Marcos Pérez Jiménez li va reportar dificultats en ser aquest derrocat el 1958. Motiu que l'obligarà a abandonar la Universidad Central de Venezuela i retornarà a Barcelona. Fet que el posarà en contacte amb els investigadors francesos de la seva especialitat. A Barcelona intervingué en les activitats educatives a l'Institut Tècnic Eulàlia, que dirigien la seva cunyada Rosa Jordana i el marit d'aquesta, Marc Massó Vergés.
L'any 1964, retornà a Veneçuela com a professor de Pedagogia a la Universidad Católica Andrés Bello, amb el suport de Miret Monsó director de l'Escuela de Psicologia d'aquella universitat privada.
Va morir a Caracas el 1972 i fou enterrat al seu Binissalem natal a Mallorca.

## Obra
- “En el corazón de la sierra”. La Veu d’Inca, 1919.
- Estudios preliminares a la Historia del Arte. Barcelona: Muntanyola, 1925.
- “Formación del carácter nacional”. Boletín del Museo Pedagógico Provincial, núm. 1, 1939.
- El libro del niño americano. París: Didier, 1943.
- “Contribución al estudio de la renovación de la enseñanza secundaria”. Anales del Instituto Pedagógico, Caracas: UCV, 1957.
- “Los instrumentos educativos en la formación de la vocación”. Orientación vocacional ,1958.
- Cicerón en su vida y en su obra. Barcelona – Caracas: Ariel.,1958.
- El legado de Cicerón. Barcelona - Caracas: Ariel, 1959.
- “Apología del latín y encomio del humanismo”. Papeles de Son Armadam 1959